# Соглашения о международном пассажирском сообщении
Соглашения о международном пассажирском сообщении (СМПС) — соглашение подписанное в 1951 году устанавливающее прямое международное железнодорожное и смешанное железнодорожно-морское сообщение для перевозок пассажиров, багажа и товаробагажа.

## Участники соглашения
- Азербайджанская Республика
- Республика Албания
- Республика Беларусь
- Республика Болгария

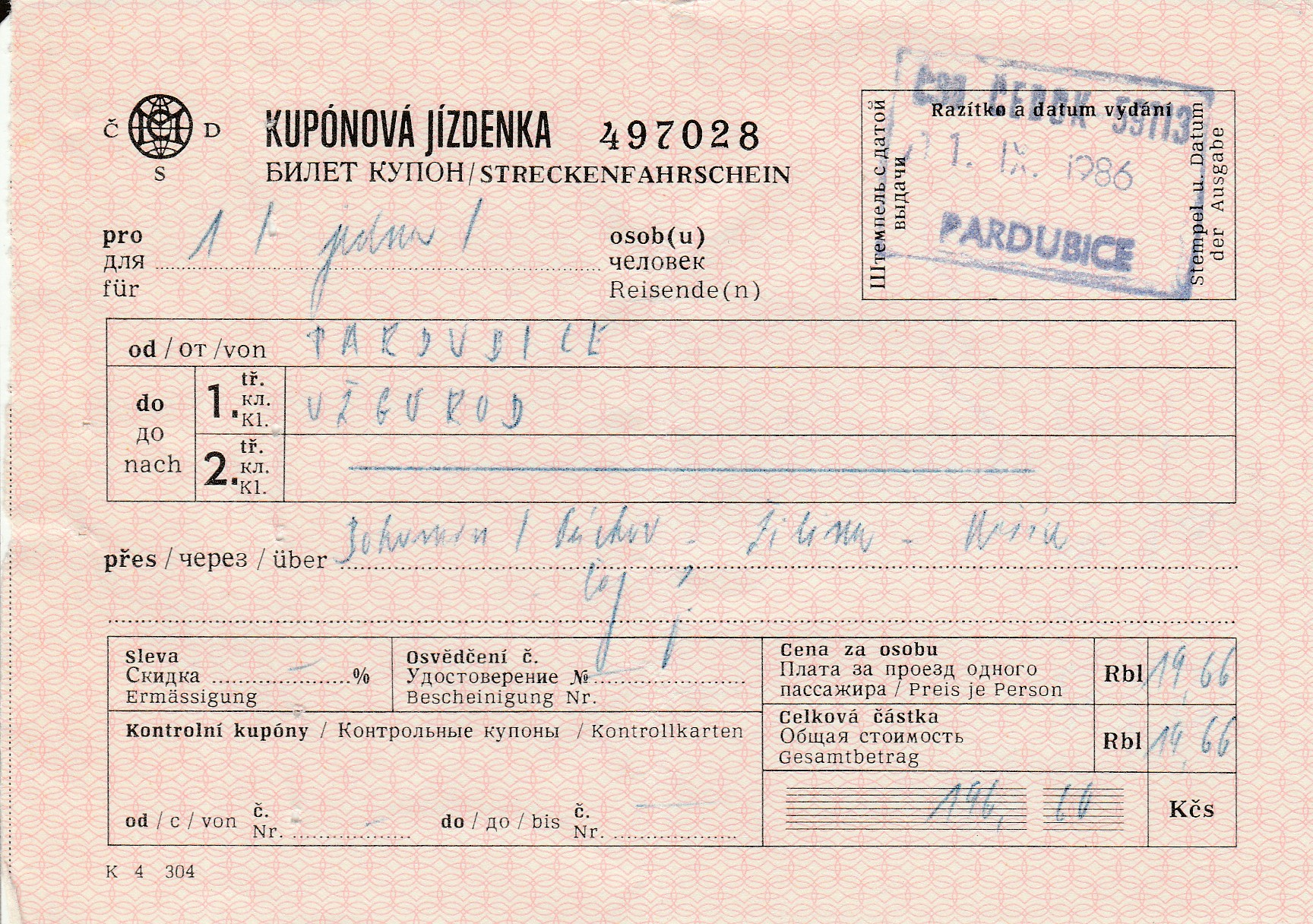
Билет на проездку из Чехословакии в СССР в тарифе СМПС (1986 г.)

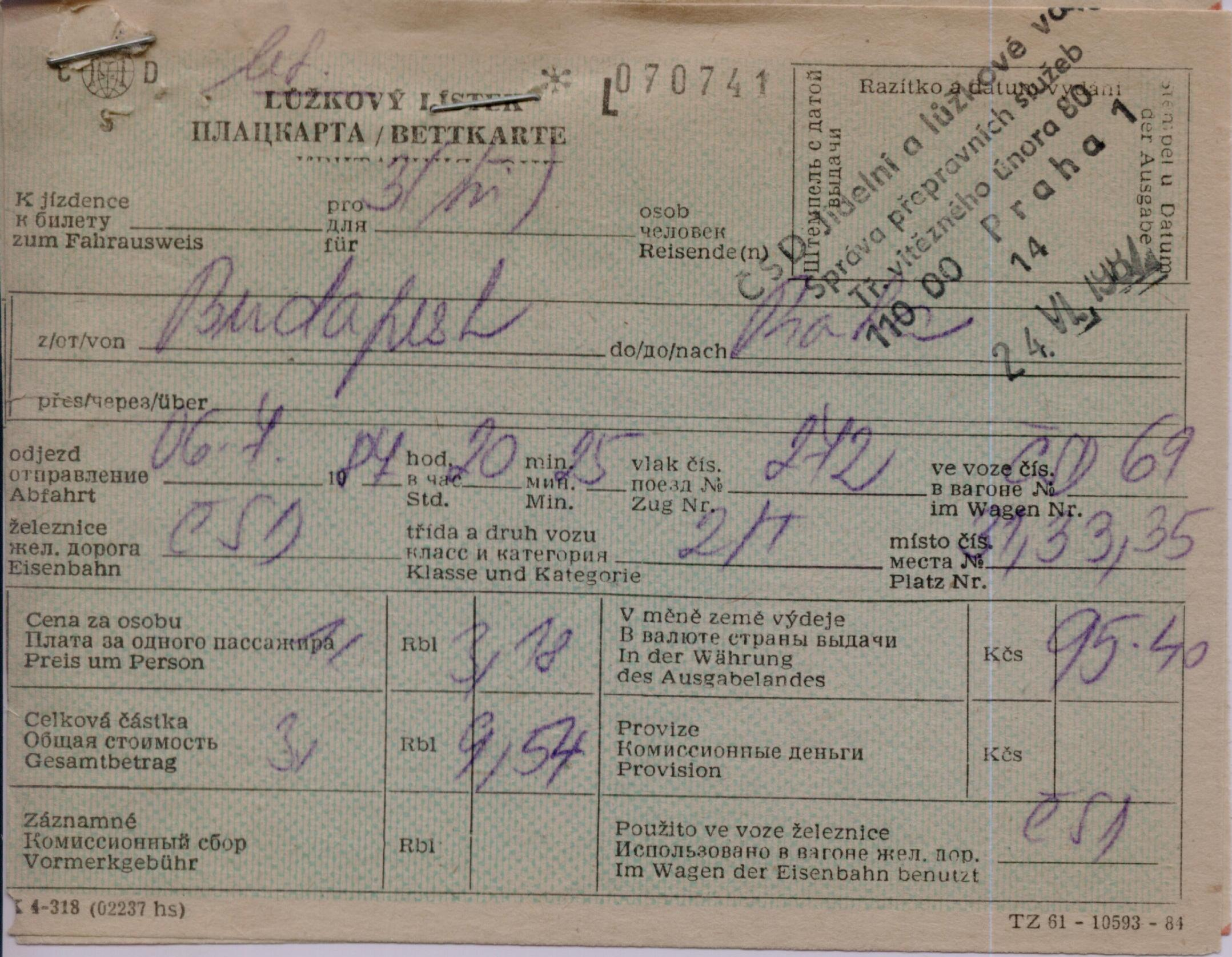
Плацкарта СМПС в спальный вагон (1987)

- Социалистическая Республика Вьетнам
- Грузия
- Республика Казахстан
- Китайская Народная Республика
- Корейская Народно-Демократическая Республика
- Кыргызская Республика
- Латвийская Республика
- Литовская Республика
- Республика Молдова
- Монголия
- Республика Польша
- Российская Федерация
- Словацкая Республика
- Республика Таджикистан
- Туркменистан
- Республика Узбекистан
- Украина
- Чешская Республика
- Эстонская Республика